# Tangara mexicana
Tangara mexicana là một loài chim trong họ Thraupidae.